# تیشا ونچورینی
تیشا ونچورینی (انگلیسی: Tisha Venturini؛ زادهٔ ۳ مارس ۱۹۷۳) بازیکن فوتبال در پست هافبک اهل ایالات متحده آمریکا است.

## تیم ملی
وی همچنین در تیم ملی فوتبال زنان ایالات متحده آمریکا بازی کرده‌است.

## جوایز و افختارات
وی در مسابقات کشوری و بین‌المللی در مجموع برندهٔ ۲ مدال طلا، ۱ مدال برنز شده‌است.